# الرقة (صعدة)
الرقة هي إحدى قرى الجمهورية اليمنية. وهي تتبع جغرافيًا لمحافظة صعدة. وإداريًا لمديرية حيدان ضمن عزلة ولد نوار. يبلغ تعداد سكانها 1274 نسمة حسب الإحصاء الذي جرى عام 2004.